# Trichoniscus carpaticus
Trichoniscus carpaticus là một loài chân đều trong họ Trichoniscidae. Loài này được Tabacaru miêu tả khoa học năm 1974.